# San Giovanni in Bragora
San Giovanni in Bragora es una iglesia en Venecia (Véneto, Italia), ubicada en el sestiere de Castello.

## Historia
Fue fundada a principios del siglo VIII, supuestamente por San Magno de Oderzo; en el siglo siguiente, con el Dogo Pietro III Candiano, fue reconstruida para albergar las supuestas reliquias de San Juan Bautista, a quien está dedicada, y de nuevo en 1178. Pietro Barbo, futuro papa Paulo II, y Antonio Vivaldi fueron bautizados en esta iglesia.
El aspecto actual se debe a su última renovación (1475-1505), que mantuvo la planta de basílica, pero añadió una fachada de ladrillo en un estilo gótico local tardío, y una fachada dividida en tres secciones.
En el interior pueden verse obras de Cima da Conegliano y Alvise Vivarini así como la techumbre de madera con cerchas.
El origen del término Bragora es inseguro. Puede derivar del griego agorà (plaza), en referencia al campo que queda frente a la iglesia, o del dialecto bragora («mercado») o bragolare («pescar»).

## Galería

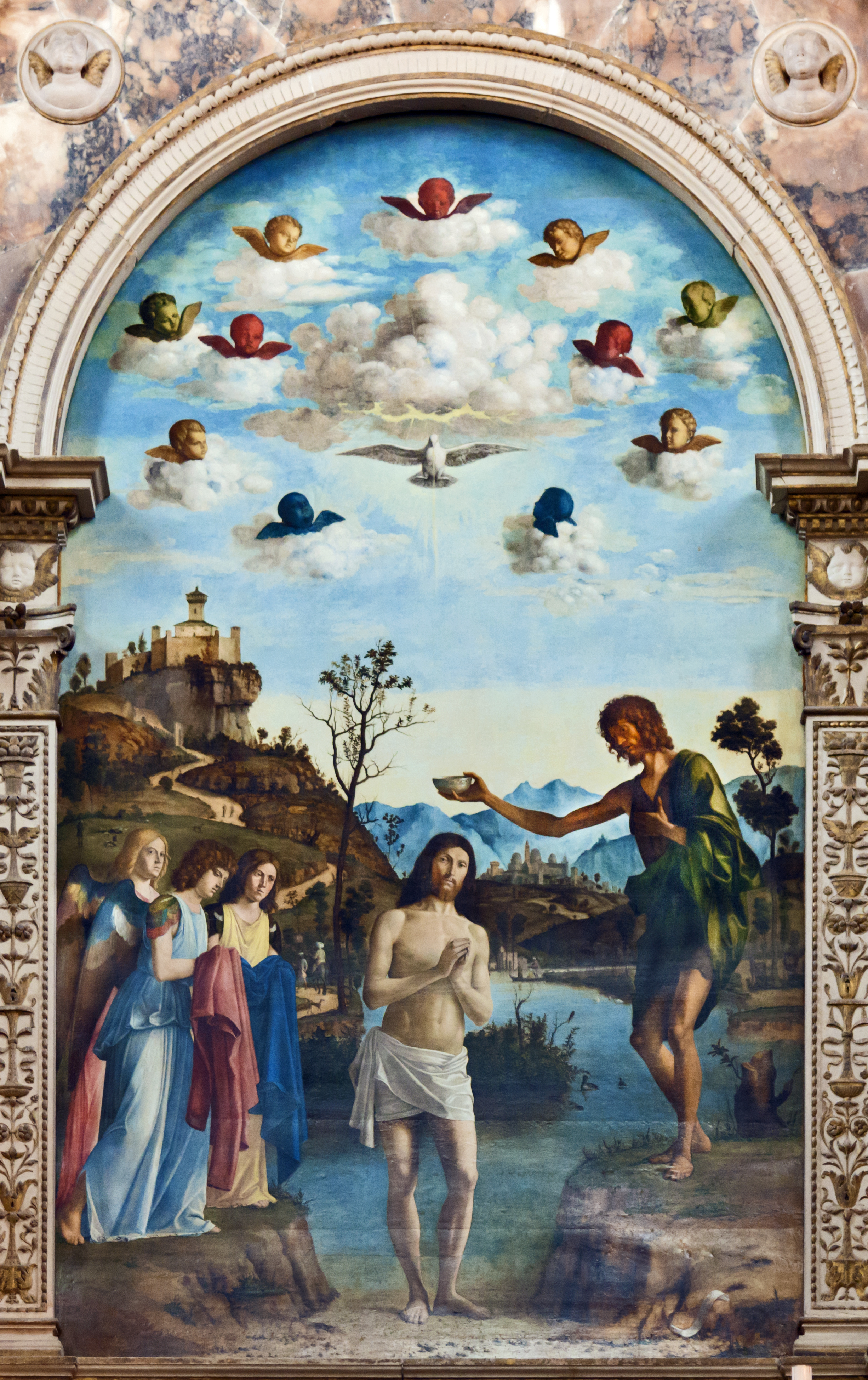
Cima da Conegliano, El bautismo de Cristo.
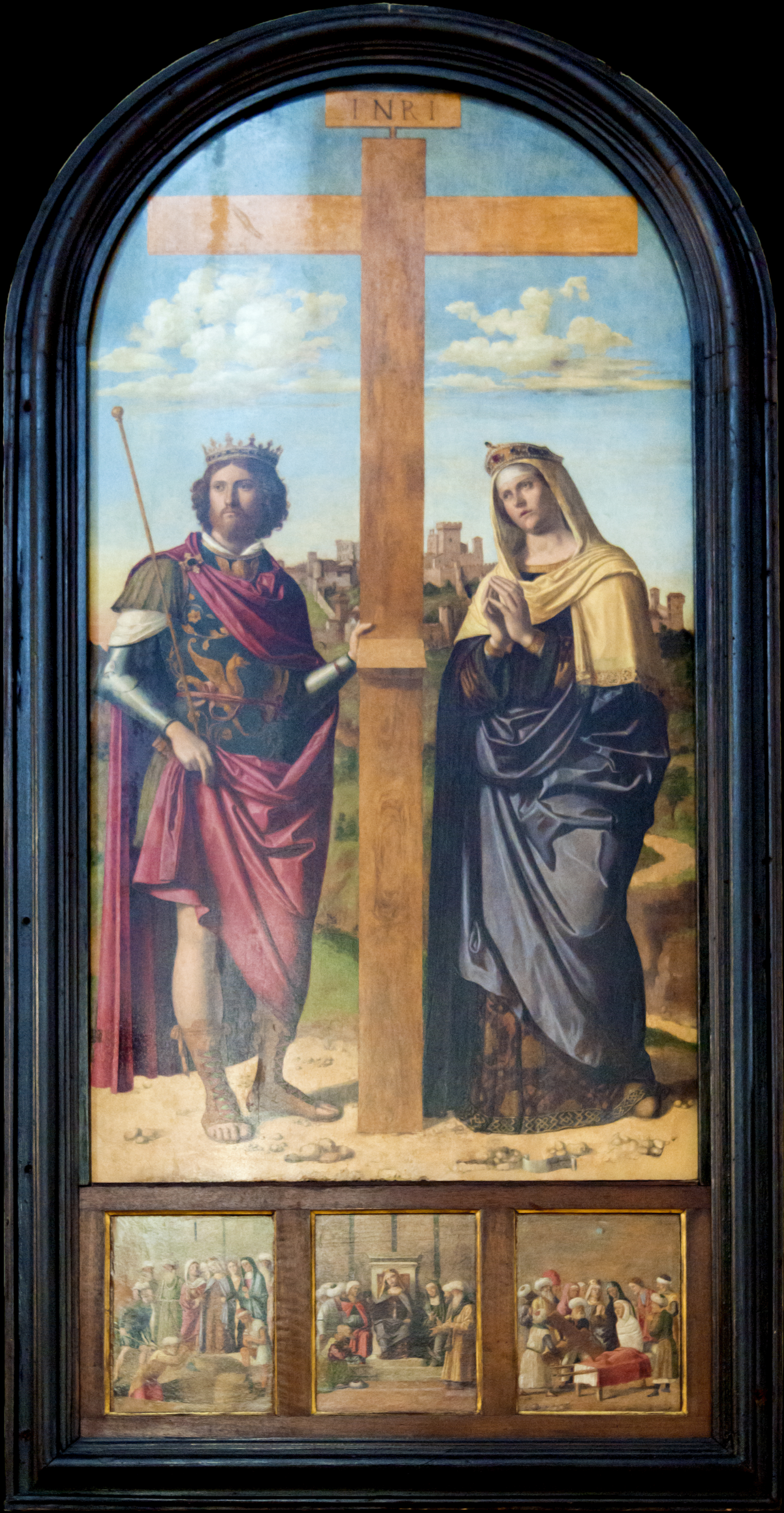
Cima da Conegliano, Sant'Elena e Costantino ai lati della Croce.
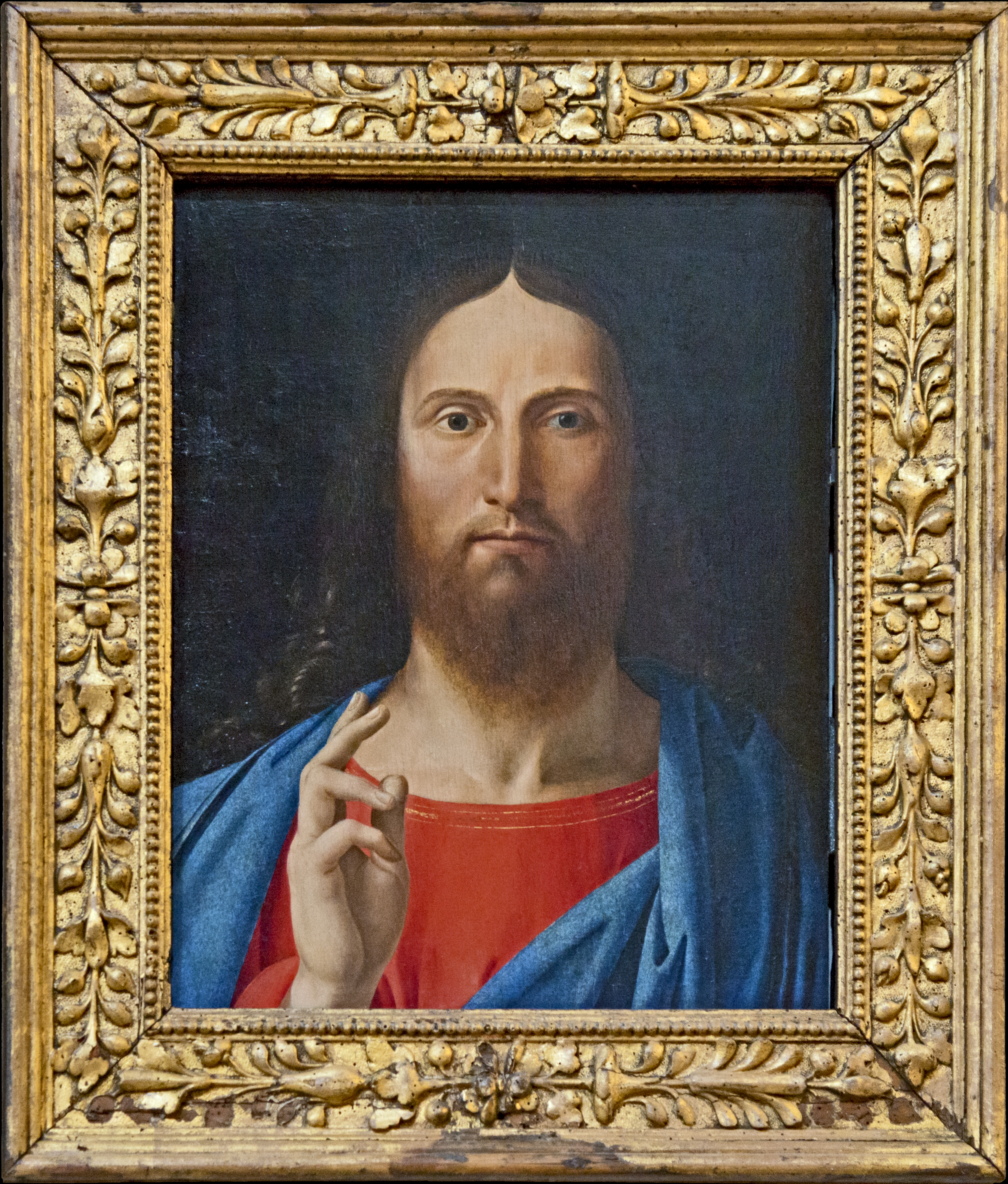
Alvise Vivarini, Cristo benedicente.
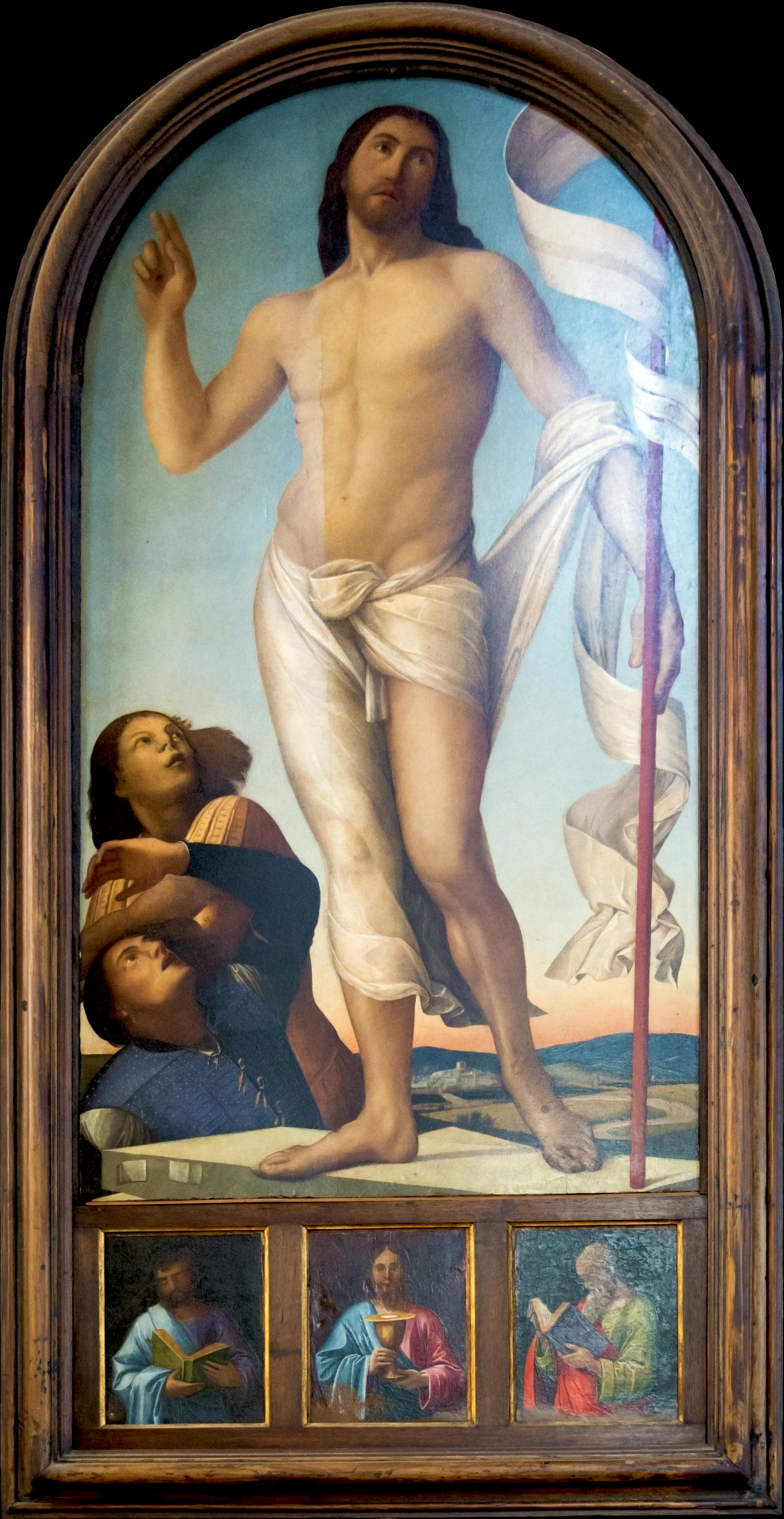
Alvise Vivarini, Cristo risorto.
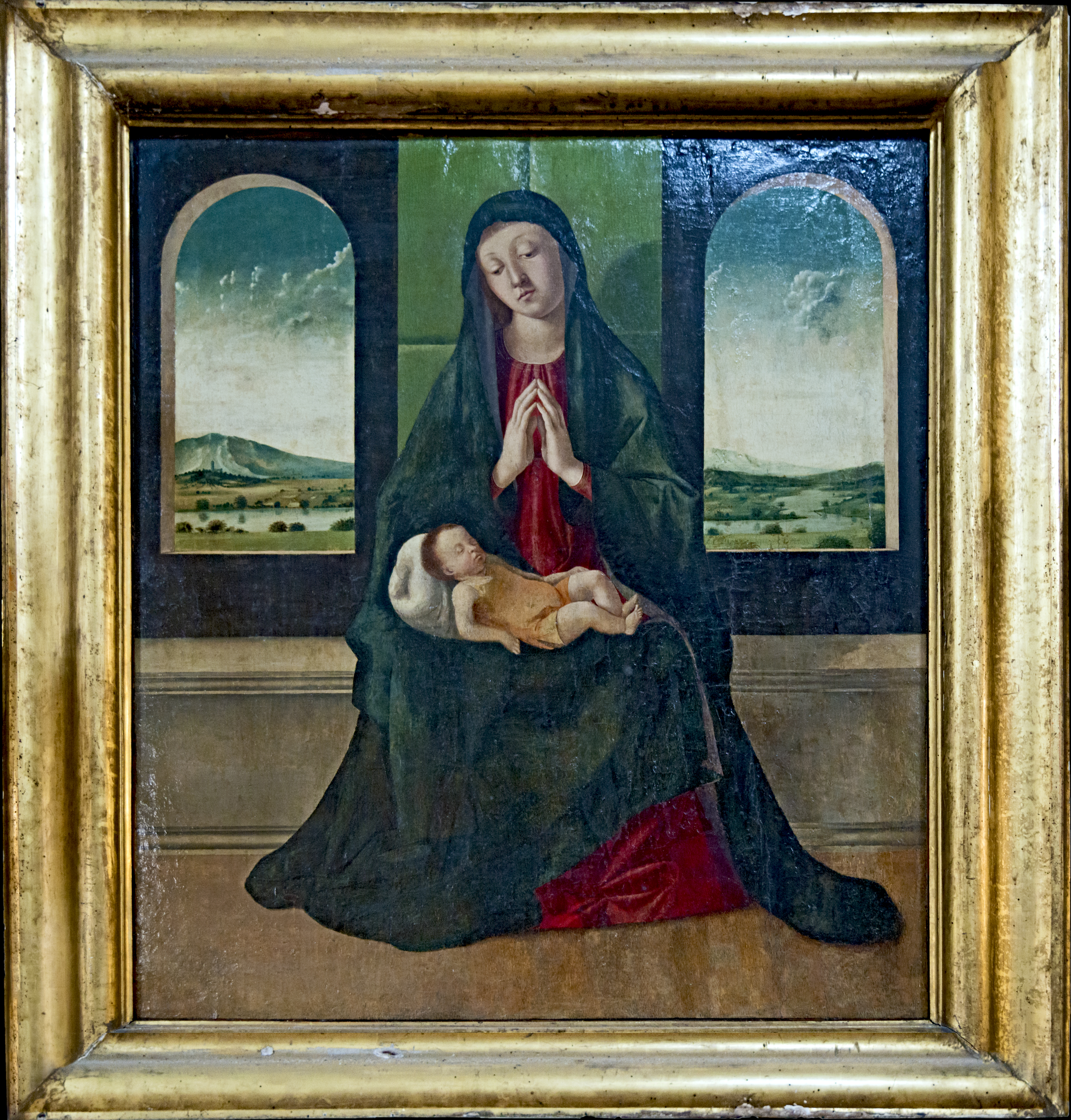
Alvise Vivarini, Madonna col Bambino.
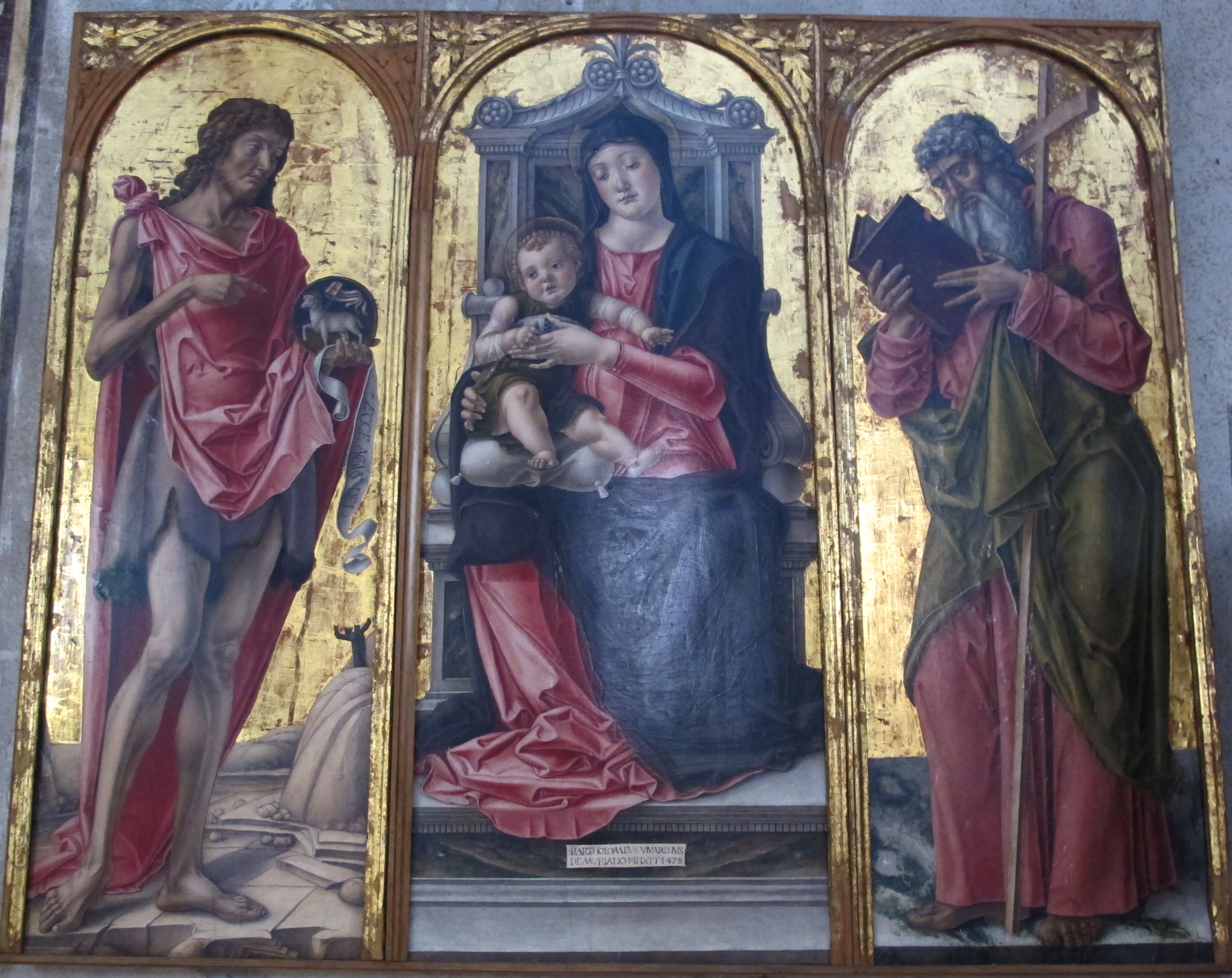
Bartolomeo Vivarini. Madonna col Bambino e Santi.